# Període orbital

El període orbital de Plutó és de 248 anys. Les seves característiques orbitals són substancialment diferents de les dels planetes, que segueixen òrbites gairebé circulars al voltant del Sol a prop d'un pla de referència anomenat eclíptica. En canvi, l'òrbita de Plutó està molt inclinada respecte a l'eclíptica (més de 17°) i molt excèntrica (el·líptica).

El període orbital, conegut també com a període de revolució i simbolitzat {\displaystyle T}, és el temps que triga un cos a completar la seva òrbita al voltant d'un altre cos més massiu. Les unitats que s'empren són les hores, els dies i els anys. És un valor que es manté constant en el temps. Si es produeix un canvi d'òrbita per efecte d'un tercer cos, el període també canvia.
En astronomia, sol aplicar-se a planetes, planetes nans, asteroides i cometes que orbiten al voltant del Sol (per exemple la Terra, Plutó, Minerva o el cometa de Halley), llunes que orbiten planetes (com la Lluna que orbita la Terra, Ganimedes que orbita Júpiter, etc.), exoplanetes que orbiten altres estrelles (és el cas de 51 Pegasi b que orbita 51 Pegasi) o estrelles que orbiten altres estrelles (estrelles binàries com Sirius). En astronàutica els períodes són característics dels satèl·lits artificials que orbiten la Terra (com el satèl·lit de comunicacions Hispasat 30W-6), la Lluna, Mart (com el de la Mars Orbiter Mission) o d'altres cossos del sistema solar.

## Òrbites circulars i el·líptiques
Per a òrbites circulars de radi {\displaystyle r} el cos que orbita el cos central es mou a velocitat constant {\displaystyle v} i recorre una trajectòria circular de longitud {\displaystyle 2\pi r}. En aquest cas, la relació amb el període {\displaystyle T} s'obté amb la fórmula de la velocitat del moviment circular uniforme:
{\displaystyle v={\frac {2\pi r}{T}}\quad \quad \quad T={\frac {2\pi r}{v}}}
Hom defineix el paràmetre gravitacional {\displaystyle \mu } com {\textstyle \mu =G(M_{1}+M_{2})}, on {\displaystyle G} és la constant de la gravitació i {\displaystyle M_{1}} i {\displaystyle M_{2}}, les masses del cos central i del cos que l'orbita, respectivament. Es pot demostrar a partir de la llei de la gravitació universal d'Isaac Newton (1642-1727) que el període depèn de les masses dels cossos que orbiten, de la constant de gravitació i del radi segons la fórmula:
{\displaystyle T={\frac {2\pi }{\sqrt {\mu }}}r^{\frac {3}{2}}}

Paràmetres d'una òrbita el·líptica.

A major radi major serà el període, més temps emprarà el cos en completar la seva òrbita. A major massa del cos central menor serà el període. El cos completarà una revolució més ràpidament, amb ments temps.

Cossos seguint òrbites de diferent excentricitat orbital, però amb el mateix semieix major tenen el mateix període.

En el cas d'una òrbita el·líptica la velocitat no és constant. Tanmateix, es pot obtenir la fórmula del període a partir de la segona llei de Kepler (llei de les àrees) i de la llei de la gravitació universal. D'aquesta manera hom arriba a una fórmula semblant a la de l'òrbita circular:
{\displaystyle T={\frac {2\pi }{\sqrt {\mu }}}a^{\frac {3}{2}}}
on {\displaystyle a} és el semieix major de l'òrbita o radi mitjà. S'observa que el període d'una òrbita el·líptica és independent de la seva excentricitat orbital, malgrat que la distància que es recorr pugui ser molt diferent.

## La 3a llei de Kepler
La 3a llei de Kepler o llei harmònica fou descoberta per l'astrònom Johannes Kepler (1571-1630) i publicada al llibre Harmonices mundi (L'harmonia dels mons, 1619). Com la primera llei i la segona llei, publicades el 1609 al llibre Astronomia nova (Nova astronomia), és una llei sobre el moviment dels planetes al voltant del Sol que Kepler deduí a partir de les precises observacions de l'astrònom Tycho Brahe (1546-1601). La tercera llei diu que els períodes orbitals dels planetes {\displaystyle T} al quadrat són proporcionals als cubs de les seves distàncies mitjanes {\displaystyle a} al Sol. Matemàticament:
{\displaystyle T^{2}=k\cdot a^{3}}

La representació gràfica de en anys front en unitats astronòmiques.

Si s'apliquen logaritmes s'obté una equació que es pot representar fàcilment:
{\displaystyle \log T^{2}=\log(k\cdot a^{3})}{\displaystyle 2\cdot \log T=\log k+3\cdot \log a}{\displaystyle \log T={\tfrac {1}{2}}\log k+{\tfrac {3}{2}}\log a}
La representació gràfica dels logaritmes dels períodes enfront dels logaritmes dels semieixos major dona una recta i permet incloure en un mateix gràfic períodes i distàncies d'ordre de magnitud diferents.
Existeix, per tant, una estreta relació entre períodes i distàncies mitjanes o semieixos majors de les òrbites. Si se'n fixa un, l'altre queda determinat per la 3a llei de Kepler. Així qualsevol cos que estigui a l'òrbita de la Terra té un període orbital d'1 any.

Planeta i estel central orbitant al voltant del centre de masses.

Aquesta llei es va veure que també la complien els satèl·lits naturals dels planetes i també els artificials. Cada sistema té una constant característica (constant de Kepler) que depèn de la massa del cos central, com demostrà Isaac Newton (1642-1727). Segons la teoria de la gravitació universal, exposada al llibre Philosophiae Naturalis Principia Mathematica (1687), la constant de la tercera llei de Kepler està relacionada amb la massa dels cossos que orbiten al voltant del seu centre de masses (baricentre) de la següent manera, on {\displaystyle G} és la constant de la gravitació:
{\displaystyle k={\frac {4\cdot \pi ^{2}}{G\cdot M_{Sol}(1+{\frac {M_{planeta}}{M_{Sol}}})}}={\frac {4\cdot \pi ^{2}}{G\cdot (M_{Sol}+M_{planeta})}}\approx {\frac {4\cdot \pi ^{2}}{G\cdot M_{Sol}}}}
A causa del fet que les masses dels planetes són molt més petites que la massa del Sol {\displaystyle M_{planeta}<<M_{Sol}}, el centre de masses del sistema pràcticament coincideix amb el centre del Sol, i la fracció és pràcticament constant, com descobrí Kepler. Per altra banda, aquesta expressió és aplicable a qualsevol sistema substituint la massa del Sol per la massa del cos central. Així, les constants de Kepler són característiques de cada sistema.
| Mercuri | Venus  | Terra  | Mart   | Júpiter | Saturn  | Urà     | Neptú    |
| ------- | ------ | ------ | ------ | ------- | ------- | ------- | -------- |
| 0,24 a  | 0,62 a | 1,00 a | 1,88 a | 11,86 a | 29,46 a | 84,01 a | 164,79 a |

| Io        | Europa    | Ganímedes | Cal·listo  | Amaltea    | Himalia    | Elara      | Pasífae  |
| --------- | --------- | --------- | ---------- | ---------- | ---------- | ---------- | -------- |
| 1,77 dies | 3,55 dies | 7,15 dies | 16,69 dies | 0,498 dies | 249,9 dies | 259,6 dies | 735 dies |

| Estació Espacial Internacional (ISS) | Telescopi Espacial Hubble (HST) | Satèl·lits GPS (Global Positioning System) | Satèl·lits Geoestacionaris (Ex. Astra, Hispasat) | Satèl·lits Starlink | Satèl·lits Iridium | Sentinel-2 (Observació de la Terra) |
| ------------------------------------ | ------------------------------- | ------------------------------------------ | ------------------------------------------------ | ------------------- | ------------------ | ----------------------------------- |
| ~90-93 min                           | ~95 min                         | ~12 h                                      | ~23 h 56 min (1 dia sideral)                     | ~90 min             | ~101 min           | ~100 min                            |

## Usos
Els períodes es poden determinar de manera simple a partir d'observacions astronòmiques.

### Masses dels cossos centrals

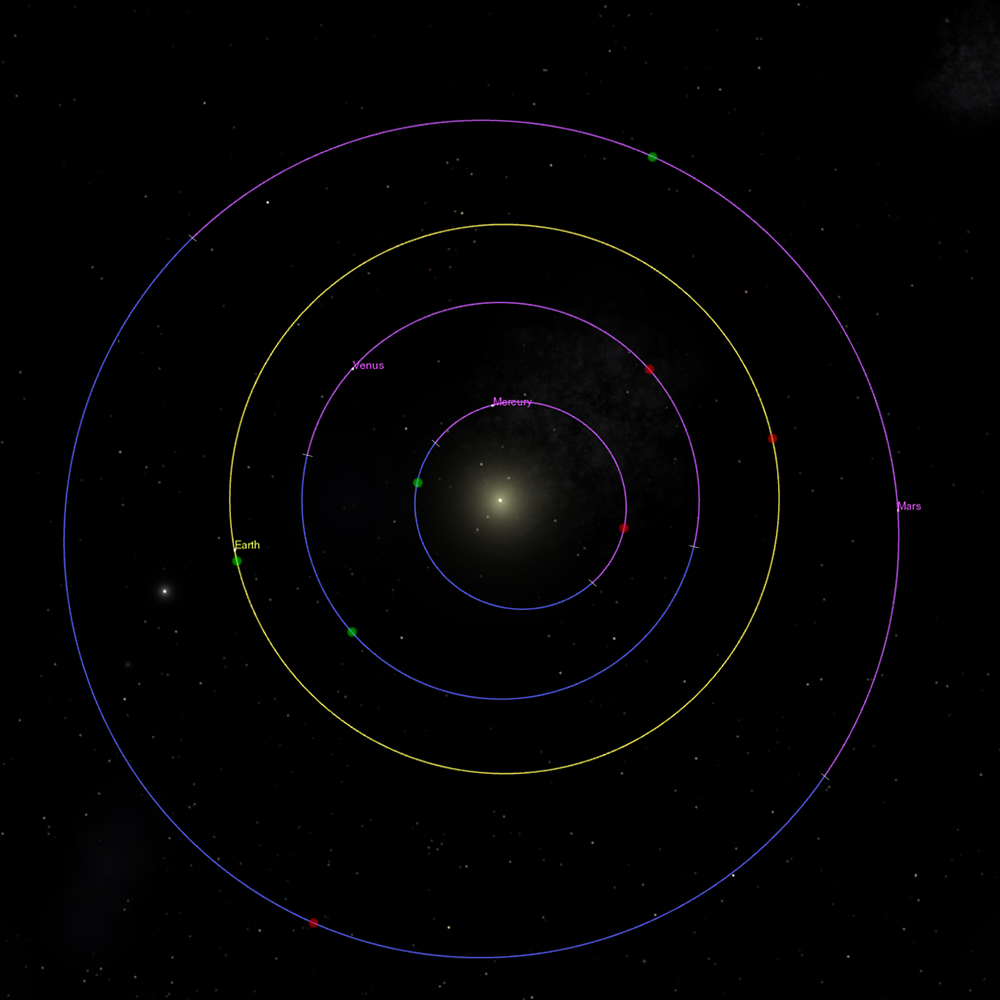
Òrbites dels planetes interiors del sistema solar.

Al sistema solar, on les distàncies al Sol dels planetes, asteroides i cometes i de les llunes als seus planetes es poden determinar també mitjançant observacions, els períodes permeten calcular les masses dels cossos centrals. Per exemple, la massa del Sol es pot calcular amb el període de la Terra coneixent la distància Terra-Sol (unitat astronòmica). Com que la massa del Sol és molt més elevada que la de la Terra, l'expressió del període queda:
{\displaystyle T={\frac {2\pi }{\sqrt {\mu }}}a^{\frac {3}{2}}={\frac {2\pi }{\sqrt {GM_{\odot }}}}a^{\frac {3}{2}}}
I la massa el Sol s'obté amb el semieix major de la Terra (la unitat astronòmica) i el seu període:
{\displaystyle M_{\odot }={\frac {4\pi ^{2}}{G}}{\frac {a^{3}}{T^{2}}}}
D'aquesta manera hom pot calcular la massa de qualsevol planeta amb satèl·lits.

### Semieixos majors

El trànsit d'un exoplaneta davant del seu estel provoca una disminució de la llum rebuda. El període és el temps que passa entre dos trànsits.

En l'estudi de planetes extrasolars el període es determina a partir dels trànsits dels exoplanetes davant el seu estel, o a partir dels canvis de la velocitat radial de l'estel. A partir de les característiques espectrals d'aquest estel se'n dedueix la seva massa. El semieix major es calcula finalment amb la fórmula:
{\displaystyle a={\sqrt[{3}]{\frac {MGT^{2}}{4\pi ^{2}}}}}

## Tipologies

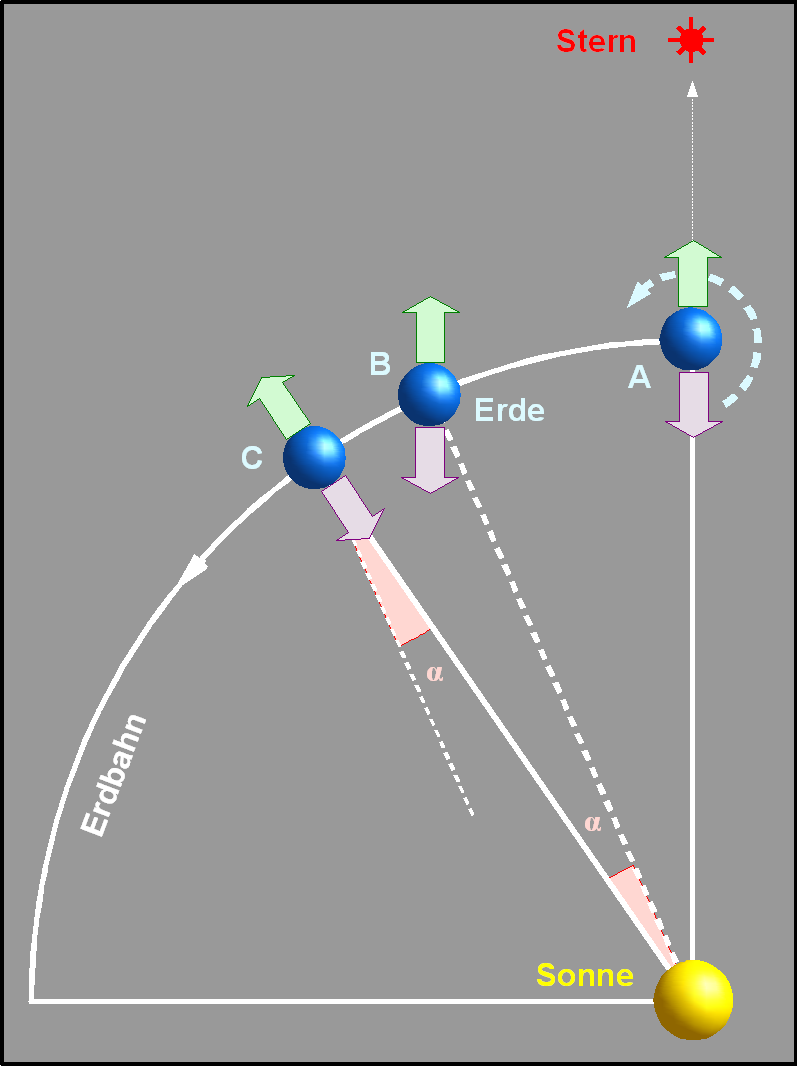

Hi ha dos tipus de períodes orbitals d'objectes que fan voltes a entorn del Sol:
- El període sideri és el temps que triga un objecte a fer una volta completa al voltant del Sol, respecte de les estrelles. Aquest es considera l'autèntic període orbital de l'objecte.[11]
- El període sinòdic és el temps que triga un objecte a tornar a aparèixer en el mateix punt del cel respecte a la Terra. Aquest és el temps que transcorre entre dues conjuncions superiors o inferiors successives amb el Sol, si el planeta és interior; i dues conjuncions o oposicions successives si el planeta és exterior. El període sinòdic diferix del període sideri, ja que la Terra fa voltes entorn del Sol. La veu sinòdic, en grec, significa ‘reunió’ o ‘conjunció’. Des de l'antiguitat, es coneix tal període per a tots els planetes.[12]

## Relació entre el període sideri i el període sinòdic
Copèrnic va desenvolupar una fórmula matemàtica per relacionar els períodes sideri i sinòdic d'un planeta.
En avant, s'empraran els símbols següents:
P = període sideri del planeta
S = període sinòdic del planeta
T = període sideri/sinòdic de la Terra
En passar un temps S, la Terra recorre un angle de (360°/T)S (supose's una òrbita completament circular) i el planeta es mou (360/P)S.
Considerem el cas d'un planeta interior, és a dir, un planeta que tarda menys que la Terra a fer un retorn del Sol.
(360/P)S = (360/T)S + 360
Usant l'àlgebra obtenim:
1/P = 1/T + 1/S
Per a un planeta exterior, es procedeix de manera anàloga:
1/P = 1/T - 1/S

## Variacions dels períodes orbitals

Estrelles binàries.

Els períodes orbitals de planetes, llunes, asteroides... es mantenen constants al llarg de la història del sistema solar. Perquè hi hagi un canvi s'ha de canviar d'òrbita. La interacció amb un cos massiu diferent del cos central pot donar lloc a modificacions de l'òrbita i, per tant, també del període. Si l'estel central perd massa també es produirà un augment dels períodes dels cossos que l'orbitin.
La variació del període orbital és un fenomen ben conegut en els estudis de sistemes binaris i de sistemes estrella-planeta. Aquestes variacions es caracteritzen per fluctuacions en els intervals entre eclipsis consecutius, sigui de l'estrella primària o de la secundària, en un sistema binari. L'estudi de la variació del període orbital ha proporcionat una comprensió profunda de diversos aspectes dels sistemes estel·lars binaris, incloent-hi la transferència de massa, l'activitat magnètica i la presència de tercers cossos.